# 나카촌 (이바라키현)
나카촌(中村)은 이바라키현 마카베군에 일찍이 존재했던 촌이다. 현재의 지쿠세이시 북동부에 해당한다.

## 역사
- 1889년 4월 1일 - 정촌제 시행에 의해 나카다테촌, 야베촌, 하야시촌, 이시토촌, 이즈미촌, 구치도촌, 히구치촌, 아리모토촌, 시하야마촌, 지쿠제촌이 합병해 마카베군 나카촌이 성립하였다.
- 1954년 3월 15일 - 고쇼촌, 가타오자키촌, 가와마, 오타촌과 함께 시모다테정에 편입해, 동일 나카촌은 폐지되었다.

## 인구
| 1891년 | 2,118 |
| 1920년 | 2,493 |
| 1935년 | 2,755 |
| 1950년 | 3,511 |

## 교통

### 철도
- 일본국유철도 ( → 동일본 여객철도 → 모카 철도 미토선)
  - 모카선

## 참고문헌
- 角川日本地名大辞典編纂委員会『角川日本地名大辞典 8 茨城県』、角川書店、1983年 ISBN 4040010809
- 日本加除出版株式会社編集部『全国市町村名変遷総覧』、日本加除出版、2006年、ISBN 4817813180